# Прапор Любарського району
Пра́пор Лю́барського райо́ну — офіційний символ Любарського району Житомирської області, затверджений 16 червня 2011 року рішенням 7 сесії Любарської районної ради 6 скликання. Автори проекту прапора — В. М. Ільїнський та С. В. Ільїнський.

## Опис
Прапор являє собою прямокутне полотнище зі співвідношенням сторін 2:3 та складається з трьох горизонтальних смуг — червоної, жовтої і червоної у співвідношенні 2:1:2. У центрі полотнища розміщено малий герб району, що виглядає як червоний щит з декоративним, золотим зображенням крокуючого птаха.